# تد جی. کنت

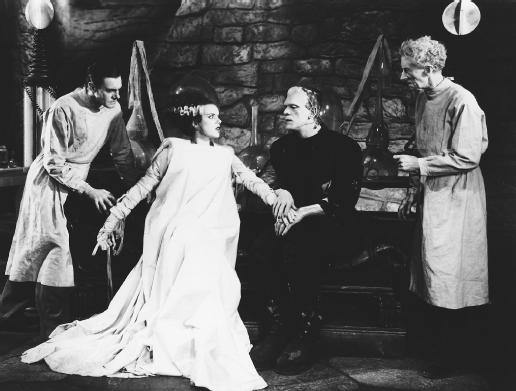
نمایی از فیلم عروس فرانکشتاین

تد جی. کنت (انگلیسی: Ted J. Kent؛ ‏ ۶ اکتبر ۱۹۰۱ – ۱۷ ژوئن ۱۹۸۶) تدوین‌گر اهل ایالات متحده آمریکا بود.

## بخشی از فیلمشناسی
- سراب (۱۹۶۵)
- لمس سمور (۱۹۶۲)
- تمی و مرد مجرد (۱۹۵۷)
- موجودی از باتلاق سیاه (۱۹۵۴)
- وقت خواب برای بونزو (۱۹۵۱)
- نامه یک زن ناشناس (۱۹۴۸)
- مرد گرگ‌نما (۱۹۴۱)
- پسر فرانکشتاین (۱۹۳۹)
- راه بازگشت (۱۹۳۷)
- مرد من گادفری (۱۹۳۶)
- سه دختر زرنگ (۱۹۳۶)
- قایق نمایش (۱۹۳۶)
- عروس فرانکنشتاین (۱۹۳۵)
- دیشب را به‌خاطر داری؟ (۱۹۳۵)
- مرد نامرئی (۱۹۳۳)
- کلبه عمو تام (۱۹۲۷)